# Ruschia semiglobosa
Ruschia semiglobosa är en isörtsväxtart som beskrevs av L. Bol. Ruschia semiglobosa ingår i släktet Ruschia och familjen isörtsväxter. Inga underarter finns listade i Catalogue of Life.